# Neverland Ranch
Neverland Ranch je gradić u američkoj saveznoj državi Santa Barbara County, Kalifornija.